# CINECA
Il CINECA (originariamente acronimo di Consorzio Interuniversitario del Nord-Est per il Calcolo Automatico) è un consorzio interuniversitario italiano senza scopo di lucro, cui aderiscono 70 università italiane, due ministeri (il Ministero dell'istruzione e del merito e il Ministero dell'università e della ricerca), 46 istituzioni pubbliche nazionali (13 enti di ricerca, 9 aziende ospedaliere universitarie-IRRCS, 19 istituzioni AFAM, 5 agenzie e istituzioni).
Il CINECA è un ente pubblico di diritto privato iscritto al registro delle pubbliche amministrazioni.
La sede principale è a Casalecchio di Reno e ha sedi a Milano, Roma, Napoli e Chieti. La sua attività principale è il supporto alle attività di ricerca della comunità scientifica accademica e fornisce servizi di calcolo alle università in Italia.

## Storia

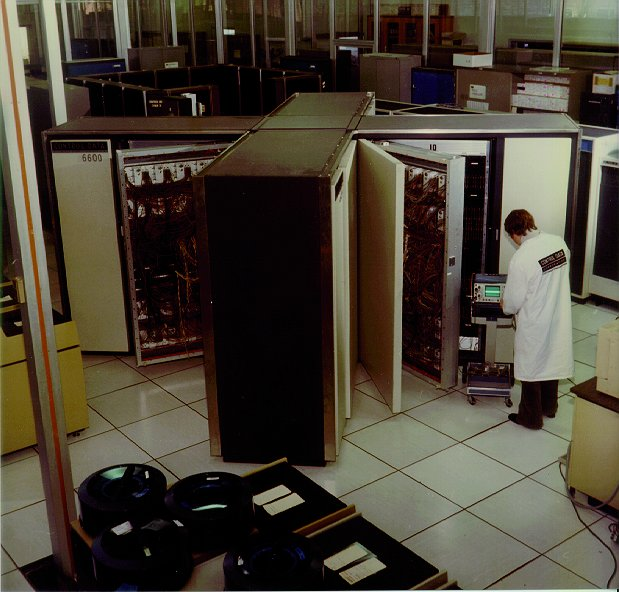
Il supercomputer CDC 6600 (1970)

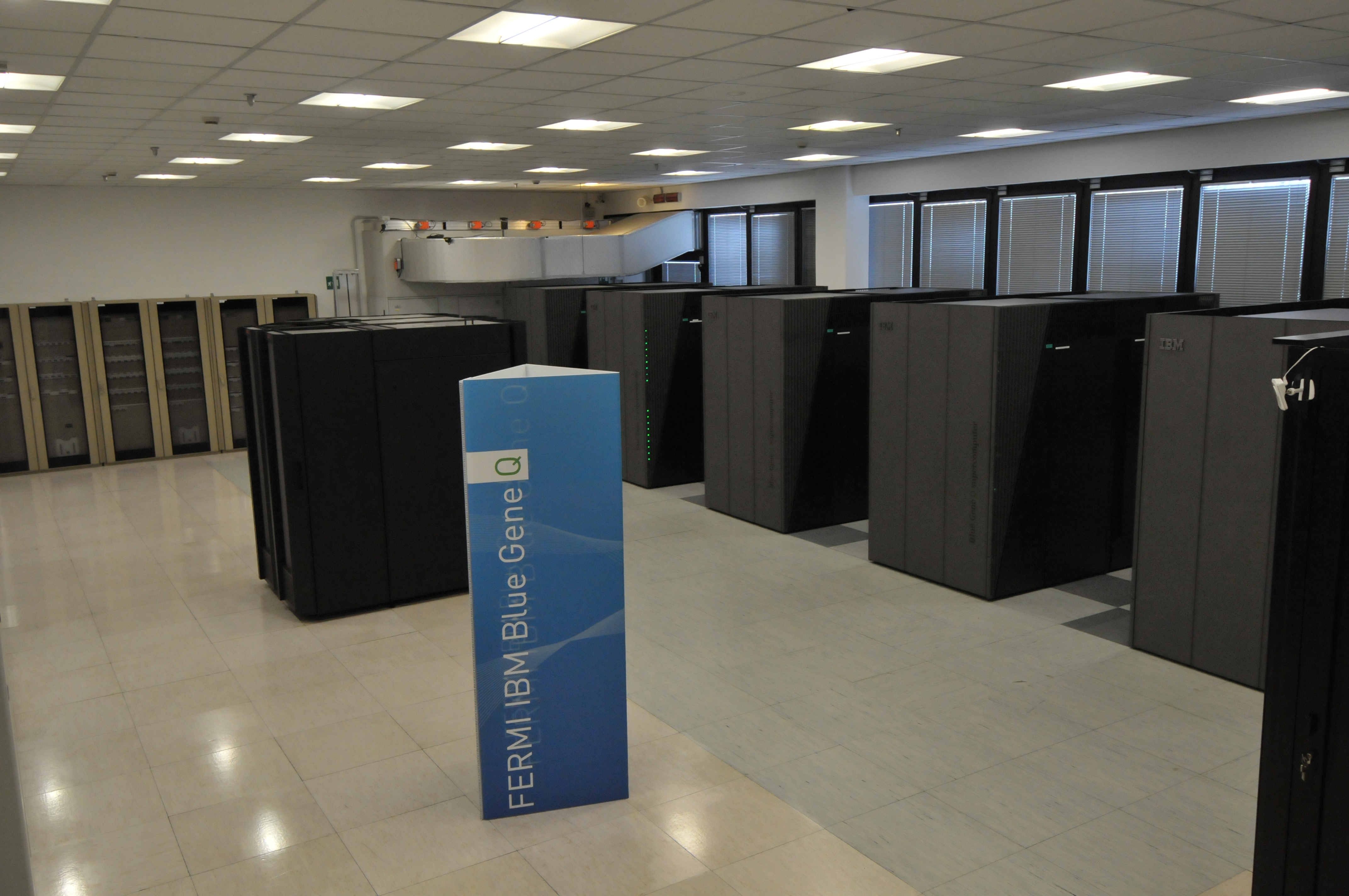
Il supercomputer Fermi BlueGene/Q.

Il 14 luglio 1967 presso il Rettorato dell'Università degli Studi di Bologna viene stipulata dai rettori dell'Alma Mater Studiorum, dell'Università di Firenze, dell'Università di Padova nonché dal rappresentante legale dell'Istituto universitario di Economia e Commercio e di Lingue e Letterature straniere di Venezia, una convenzione per la costituzione di un Consorzio interuniversitario per la gestione del Centro di calcolo elettronico dell'Italia nord-orientale. L'accordo viene formalizzato il giorno seguente a Venezia con la stesura dell'atto costitutivo del consorzio, alla presenza anche del rettore dell'istituto universitario veneziano, Italo Siciliano. Successivamente, con DPR 13 ottobre del 1969, n. 1106 su proposta dell'allora Ministro per la Pubblica Istruzione, Mario Ferrari Aggradi, ne viene riconosciuta personalità giuridica e approvato lo statuto e hanno così il via le attività consortili. Il 4 febbraio 1970 lo statuto venne pubblicato nella Gazzetta Ufficiale.
Alla sua costituzione, il consorzio viene incaricato di assumere la gestione del centro di elaborazione dati dell'Italia nord-orientale. Oltre ad assicurare il funzionamento del centro di calcolo elettronico, i suoi scopi sono: rendere accessibili al Ministero della pubblica istruzione e ai consorziati i più avanzati mezzi di elaborazione automatica dei dati; coordinare ricerche per arricchire il patrimonio e il programma di elaborazione; divulgare didatticamente l'utilizzo dell'elaborazione automatica. Viene inoltre stabilito che, in casi eccezionali, possa accogliere le richieste di interesse scientifico provenienti da imprese ad alto potenziale produttivo, modernamente attrezzate e in fase di sviluppo. Insieme agli enti universitari che lo hanno promosso, possono entrare a far parte del consorzio altri atenei interessati, così come enti pubblici, per scopi di ricerca scientifica. Negli anni successivi aderiscono al consorzio nuovi atenei e enti pubblici di ricerca, e nel 2008 anche il MIUR.

Nel 2012 per impulso del MIUR, guidato dal ministro Francesco Profumo, viene avviato il processo di accorpamento dei tre consorzi interuniversitari CASPUR, CILEA e CINECA, che si conclude nel luglio 2013 con la fusione per incorporazione dei primi due in CINECA.
 L'accorpamento ha l'obiettivo di “dar vita a una nuova entità”, un rinnovato “consorzio di sistema” punto di riferimento unico ed avanzato a livello nazionale per il calcolo scientifico ad alte prestazioni nel mondo accademico e della ricerca, per i servizi innovativi e ad alto contenuto tecnologico, rivolti al MIUR, al mondo dell'alta formazione e scolastico".

## Attività, funzioni e competenze

### IlSupercalcoloe la rete GARR
Fin dalla sua costituzione, il Cineca è il più importante centro di supercalcolo per la ricerca scientifica in Italia, nonché uno dei più importanti a livello mondiale.
Nel settembre del 1969 viene installato nella sua sede il primo supercomputer in Italia, un CDC 6600 allora il più veloce computer al mondo disponibile sul mercato. Negli anni seguenti il CINECA continua a acquisire elaboratori di altissima potenza, come il Cray X-MP12 che nel 1985 permette di realizzare laboratori virtuali per costruire modelli matematici di esperimenti nelle quattro dimensioni (le tre spaziali più la temporale). Questa acquisizione permette ai ricercatori italiani di affrontare problemi fino ad allora mai affrontati, in particolare sul supercalcolatore del Cineca viene messo a punto da Roberto Car e Michele Parrinello il "Car-Parrinello method", un'applicazione per la previsione delle proprietà dei materiali. Nel giugno 2012, con il supercomputer Fermi basato su architettura Blue Gene/Q, il Cineca raggiunge la settima posizione nella lista dei 500 supercomputer più potenti al mondo. Nel 2022 viene installato il supercomputer Leonardo, che viene classificato al quarto posto nella lista Top500. Con Leonardo, finanziato dal Ministero dell'Università e Ricerca e da EuroHPC JU, si apre una nuova era nel supercalcolo, che supera le dimensioni nazionali e entra a far parte dell'ecosistema europeo. Nella tabella dei supercomputer si può osservare l'evoluzione di tutti i sistemi di calcolo che dal 1969 si sono succeduti al Cineca con un costante incremento della potenza delle prestazioni (clock della CPU, dimensione e tempi di accesso della RAM, dimensione e tempi di accesso delle memorie di massa).
Al fianco del calcolo scientifico, in particolare il Cineca ha avuto particolare cura nell'acquisizione delle tecnologie di rete. CINECAnet nasce nel 1970 la rete di trasmissione dati consortile che collega alla velocità di 1200 bit/s i primi terminali “remote job entry” installati presso le università̀ consorziate.
Alla fine degli anni ottanta, il Cineca è impegnato nella costituzione della rete GARR - Gruppo Armonizzazione Reti della Ricerca, primo progetto di razionalizzazione delle strutture di rete esistenti allora in Italia in cui inizialmente, e fino alla nascita del Consortium GaRR, il Cineca agì come network operation centre.
Fondamentale il ruolo del Cineca nella creazione della rete civica Iperbole, nel 1994, in collaborazione con il Comune di Bologna e con l'Università cittadina, primo esempio del genere in Italia, e fra i primissimi in Europa.

### Supporto alla ricerca scientifica e all'innovazione
A livello internazionale, il Cineca è principal partner di Partnership for Advanced Computing in Europe (PRACE), il progetto cofinanziato dalla Comunità Europea dal 2009 nell'ambito del VII Programma Quadro con l'obiettivo di realizzare un servizio europeo di High Performance Computing (HPC). PRACE è costituito da centri di eccellenza che mettono a disposizione dei ricercatori europei una rete di supercomputer ad altissime prestazioni, e danno vita all'ecosistema HPC in Europa. Dal 2013 il Cineca è Chairman e stazione appaltante del Pre-Commercial Procurement (PCP) di PRACE.
Il CINECA ha partecipato al progetto Human Brain Project (HBP). Finanziato dalla Commissione Europea (con 1 miliardo di euro in 10 anni) tra i progetti FET Flagships, Future Emerging Technologies, HBP era finalizzato a realizzare entro il 2023 una simulazione del funzionamento completo del cervello umano. Il Cineca ha contribuito alla realizzazione della piattaforma HPC con uno dei quattro supercomputer da cui è composta, con il compito di implementare e gestire un sistema per la conservazione, la gestione e l'elaborazione dei grandi volumi di dati che caratterizzano la complessità del progetto.

### La collaborazione col MIUR

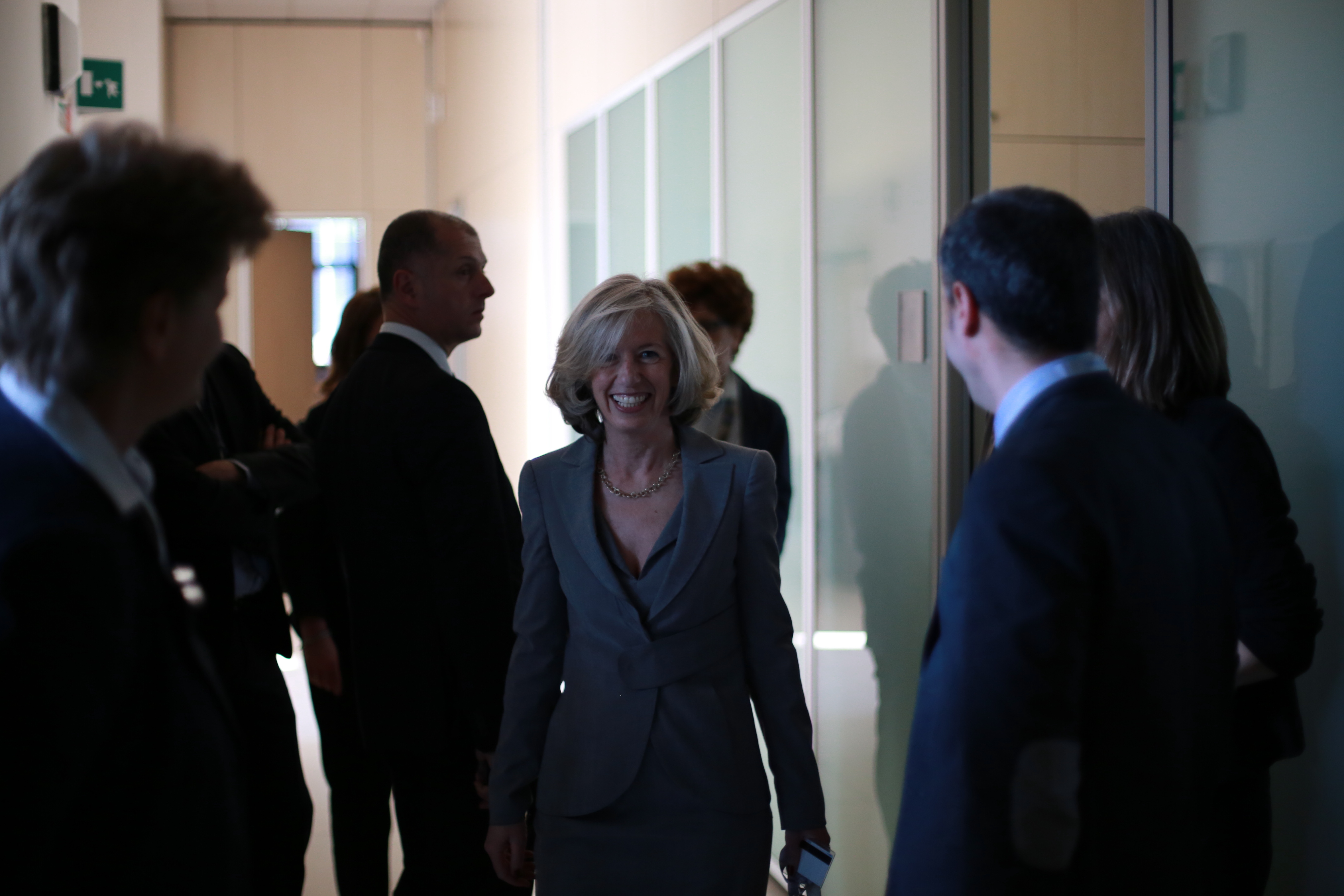
Il ministro Stefania Giannini in visita al Cineca nell'aprile 2015.

La collaborazione con il Ministero della pubblica istruzione ha inizio nel 1984, per la gestione dell'allora concorso nazionale a professore ordinario e in seguito prosegue con il Ministero dell'istruzione, dell'università e della ricerca, per il quale, negli anni successivi, il Cineca sviluppa diversi sistemi, diventandone il principale erogatore di servizi per quanto concerne le università.
Tra i principali servizi erogati vi sono:
- gestione delle posizioni storico-giuridiche del personale docente e ricercatore di tutti gli atenei italiani (dal 1984);[33]
- sistema di gestione dei bandi relativi ai "Progetti di Rilevante Interesse Nazionale";
- gestione del sistema di voto elettronico per la composizione delle commissioni giudicatrici ai posti di professore ordinario, associato e ricercatore (dal 1999);[34][35][36][37] e per le elezioni in seno al Consiglio Universitario Nazionale;
- banca dati degli emolumenti liquidati mensilmente al personale universitario - DALIA (dal 1994);
- Anagrafe nazionale degli studenti;
- Abilitazione Scientifica Nazionale;[38][39] (dal 2012)
- VTR - Valutazione Triennale della Ricerca (2001-2003)[40] dal 2004 al 2006 e successivamente VQR - Valutazione della Qualità della Ricerca delle Università ed Enti di Ricerca italiani (2004-2011);[41]
- sistema di gestione della programmazione del reclutamento del personale universitario – PROPER (dal 2005);
- sistema di gestione del Fondo di Finanziamento Ordinario (dal 2009);
- gestione delle prove di ammissione ai corsi a numero programmato a livello nazionale;
- sistema di gestione elettronica dei test di idoneità prove d'esame (dal 2012);[42][43]
- sistema di gestione dell'offerta formativa[44] dall'entrata in vigore del DM n. 509 del 3 novembre 1999[45] recante norme concernenti l'autonomia didattica degli atenei.
- funzioni di portale della ricerca italiana / Research Italy (dal 2005); Universitaly, portale dell'offerta formativa delle università italiane (dal 2012); La buona scuola (2014).

### Il supporto alle università
Il Ministero della Pubblica Istruzione affidò nel 1985 al Cineca il compito di elaborare il primo piano quadriennale di sviluppo delle università per l'adeguamento delle strutture didattiche e scientifiche per il periodo 1985-1988. Nel decreto di affidamento si legge che
(Piano quinquennale per l'univertità)
Per la realizzazione della legge 29 gennaio 1986, n. 23 che disponeva che le università dovessero provvedere direttamente al pagamento delle retribuzioni a tutto il personale universitario (ciò che prima avveniva a livello centralizzato da Roma), nel 1988 l'incarico venne integrato conferendo al Cineca il compito di assistere il Ministero e le università che ne avessero fatto richiesta, in questi nuovi compiti gestionali. Fu necessario procedere a un'integrazione dello Statuto del consorzio: all'articolo 3, relativo alla missione istituzionale, fu aggiunto il compito di “gestire un centro che, con proprie strutture o con collegamenti opportuni assicuri un servizio di elaborazione a tutti i consorziati, con priorità alle Università, al Ministero dell'università e della ricerca Scientifica e Tecnologica, nonché al Ministero della Pubblica Istruzione”. Da quel momento iniziano le attività di trasferimento di tecnologie informatiche a vantaggio delle pubbliche amministrazioni.
Nel 1997, per rispondere all'esigenza degli atenei di rispondere meglio al principio di autonomia amministrativa il Cineca ha promosso la realizzazione di una procedura di contabilità avente il principale scopo di fornire strumenti contabili conformi tra Amministrazione Centrale e Dipartimenti. Successivamente, la normativa contabile rivolta agli atenei è andata nella direzione di applicare la Contabilità Generale di tipo economico-patrimoniale, insieme alla contabilità analitica, per sostenere il processo di innovazione (legge 240/2010 art. 5). Per questo il Cineca ha realizzato una nuova procedura di contabilità (U-Gov) con diverse ramificazione verso tutti i processi amministrativi degli atenei.
Nel 2001 viene progettato il sistema di gestione della didattica e servizi agli studenti, per consentire alle università di recepire quanto disposto nel DM n. 509 del 3 novembre 1999, che rappresentava un cambiamento totale rispetto al precedente ordinamento introducendo la laurea triennale e la valutazione della carriera in "credito formativo universitario" (CFU). Il sistema è stato aggiornato per adeguarlo all'evoluzione della normativa, sulla base delle novità introdotte dal DM 22 ottobre 2004, n. 270.

### Il laboratorio per la visualizzazione scientifica
Nel 1986 Cineca inaugura un laboratorio di visualizzazione scientifica, dedicato all'analisi visiva di grosse moli di dati prodotti dalle simulazioni eseguite dai supercomputer. Da allora il laboratorio, prima ViscLab (Laboratory for Scientific Visualization), poi Vis.I.T (Visual Information Technology Lab), ha ampliato sempre più il suo campo d'azione, operando con tecniche di computer grafica e realtà virtuale a supporto di molteplici campi disciplinari.
Nel 1997 le immagini dell'incidente mortale di Ayrton Senna sono state elaborate dai computer di Cineca. I tecnici del consorzio, nominati assistenti tecnici del Procuratore nel caso giudiziario, sviluppano un multi-media software (Enhanced Multi Sequence Viewer) in grado di sincronizzare la grande quantità di immagini e dati, relativi alla dinamica del incidente d'auto del pilota di Formula 1.. Nel 1999 il Cineca installa il primo Teatro virtuale in Italia, controllato da un supercalcolatore grafico SGI Onyx2 e dotato di un sistema di video proiezione stereoscopico Barco a tre proiettori.

### Funzioni meteo e di protezione civile
I supercalcolatori sono fondamentali per lo sviluppo delle metodologie di previsione meteorologiche: fin dal 1997 Cineca collabora con l'ARPA dell'Emilia-Romagna e successivamente anche con il Dipartimento della Protezione Civile al quale fornisce le previsioni meteorologiche per la valutazione di eventuali rischi, per l'intero territorio nazionale.

### Progetto Antarex e la piattaforma Exscalate
Il Progetto "AutoTuning and Adaptivity appRoach for Energy efficient eXascale HPC systems" è un progetto europeo che punta al raggiungimento di potenze di calcolo exascale, per la ricerca farmacologica, con un'efficienza energetica del "quantum leap"  che consenta consumi attorno ai 20 MW.
Al progetto partecipa un consorzio di istituzioni europee, guidate dalla azienda farmaceutica italiana Dompé, che vede in Italia la collaborazione anche del Politecnico di Milano.
Questo progetto ha permesso la realizzazione della piattaforma EXaSCale smArt pLatform Against paThogEns (Exscalate), di proprietà della Dompè e sviluppata da una collaborazione tra Cineca, Dompè e Politecnico di Milano, contenente una biblioteca chimica di miliardi di molecole, usata per simulare il comportamento delle proteine dei virus in abbinamento alle molecole farmaceutiche.
Il sistema di supercalcolo - High Performance Computing, Structure-Based Drug Design System della piattaforma Exscalate, in grado di valutare di più di tre milioni di molecole al secondo, permette di velocizzare enormemente la ricerca e lo sviluppo di farmaci.
La piattaforma Exscalate è stata a sua volta il fulcro attorno al quale sono partiti vari progetti di ricerca nel settore farmaceutico.

#### Antarex4zika
Scopo del progetto ANTAREX4ZIKA è stato trovare una cura per il virus Zika, identificando 26 siti di legame dalle strutture cristalline di 5 proteine Zika: NS5, NS1, NS2B / NS3, NS3 e della proteina dell'involucro, simulando successivamente al computer la loro interazione con 1,2 miliardi di molecole. Questa simulazione ha richiesto l'utilizzo di 1 milione di thread computazionali del supercomputer Marconi.

#### Exscalate4CoV
Il Progetto Exscalate4CoV (E4C) si pone l'obiettivo di individuare farmaci sicuri ed efficaci per il trattamento della popolazione infetta da SARS-CoV-2, a cui far seguire l’individuazione di molecole capaci di inibire la patogenesi del coronavirus per contrastare i contagi futuri.
Il consorzio, guidato sempre da Dompé farmaceutici, aggrega diciotto istituzioni e centri di ricerca in sette Paesi europei, è finanziato dalla commissione europea e vede l'utilizzo della piattaforma di calcolo Exscalate sviluppata nel contesto del progetto Antarex.

## I "supercomputer"
Lista storica dei supercomputer
| Sistema | Anno | Posizione Top500 | Produttori  | Numero di core | Rmax (GFLOPS) | Rpeak (GFLOPS) |
| --- | ---- | ---------------- | ----------- | -------------- | ------------- | -------------- |
| Leonardo HPC System                                                                                             | 2022 | 6                | NVDIA/Intel | 110592         | 240000        |                |
| Marconi-100 - IBM Power System AC922, IBM POWER9 16C 3GHz, Nvidia Volta V100, Dual-rail Mellanox EDR Infiniband | 2020 | 9                | IBM         | 347776         | 8028160       | 32000000       |
| Marconi Intel Xeon Phi - CINECA Cluster, Intel Xeon Phi 7250 68C 1.4GHz, Intel Omni-Path                        | 2016 | 14               | Lenovo      | 241808         | 6223000       | 10833000       |
| GALILEO - IBM NeXtScale nx360M4, Xeon E5-2630v3 8C 2.4GHz, Infiniband QDR, Intel Xeon Phi 7120P                 | 2015 | 105              | IBM/Lenovo  | 50232          | 684252        | 1103066        |
| Fermi - BlueGene/Q, Power BQC 16C 1.60GHz, Custom IBM                                                           | 2012 | 7                | IBM         | 163840         | 1788878       | 2097152        |
| Eurora - Eurotech Aurora HPC 10-20, Xeon E5-2687W 8C 3.100GHz, Infiniband QDR, NVIDIA K20, Eurotech             | 2013 | 467              | Eurotech    | 2688           | 100900        | 175667         |
| Power 575, p6 4.7 GHz, Infiniband IBM                                                                           | 2009 | 46               | IBM         | 5376           | 78680         | 101068.8       |
| BladeCenter HS21 Cluster, Xeon dual core 3.0 GHz, Infiniband IBM                                                | 2008 | 179              | IBM         | 2560           | 19910         | 30720          |
| BladeCenter HS21 Cluster, Xeon dual core 3.0 GHz, Infiniband IBM                                                | 2008 | 178              | IBM         | 2560           | 19910         | 30720          |
| BladeCenter HS21 Cluster, Xeon dual core 3.0 GHz, Infiniband IBM                                                | 2007 | 48               | IBM         | 5120           | 19910         | 61440          |
| eServer 326 Cluster, Opteron Dual Core 2.6 GHz, Infiniband                                                      | 2007 | 71               | IBM         | 10240          | 15760         | 53248          |
| BCX - eServer 326 Cluster, Opteron Dual Core 2.6 GHz, Infiniband                                                | 2006 | 44               | IBM         | 5120           | 12608         | 26624          |
| eServer pSeries p5 575 1.9 GHz IBM                                                                              | 2005 | 102              | IBM         | 512            | 3392          | 3891,2         |
| xSeries, Xeon 3.06 GHz, Myrinet IBM                                                                             | 2005 | 107              | IBM         | 1024           | 3328          | 6266,9         |
| BladeCenter HS20 Xeon 3.06 GHz, Myrinet IBM                                                                     | 2004 | 61               | IBM         | 768            | 3231          | 4700           |
| BladeCenter LS20, Opteron 2.2 GHz Dual core, Infiniband                                                         | 2006 | 298              | IBM         | 1064           | 2874,5        | 4681,6         |
| xSeries Xeon 3.06 GHz, Myrinet                                                                                  | 2003 | 107              | IBM         | 512            | 2223,2        | 3133,4         |
| pSeries 690 Turbo 1.3GHz                                                                                        | 2002 | 30               | IBM         | 512            | 1384          | 2662,4         |
| pSeries 690 Turbo 1.3GHz GigEth                                                                                 | 2002 | 32               | IBM         | 512            | 826,5         | 2662,4         |
| T3E1200 | 1999 | 36               | Cray Inc.   | 268            | 221,8         | 321,6          |
| AlphaServer SC45, 1 GHz                                                                                         | 2002 | 261              | HP (Compaq) | 128            | 220,5         | 256            |
| T3E1200 | 1998 | 38               | Cray Inc.   | 172            | 142,4         | 206,4          |
| SP Power3 375 MHz 16 way                                                                                        | 2001 | 162              | IBM         | 128            | 138           | 192            |
| [ 109 ] | 1998 | 29               | Cray Inc.   | 160            | 132,5         | 192            |
| ORIGIN 3000 500 MHz                                                                                             | 2001 | 327              | SGI         | 128            | 106,9         | 128            |
| SP Power3 375 MHz                                                                                               | 2000 | 371              | IBM         | 64             | 67,8          | 96             |
| T3E | 1996 | 56               | Cray Inc.   | 128            | 50,4          | 76,8           |
| ORIGIN 2000 300 MHz                                                                                             | 1999 | 327              | SGI         | 64             | 31,3          | 38,4           |
| T3D MC128-8 | 1996 | 155              | Cray Inc.   | 128            | 12,8          | 19,2           |
| SP2/32 | 1995 | 142              | IBM         | 32             | 6,6           | 8,5            |
| T3D MC64-8 | 1995 | 132              | Cray Inc.   | 64             | 6,4           | 9,6            |
| Y-MP C94/2128                                                                                                   | 1993 | 306              | Cray Inc.   | 2              | 1,7           | 1,9            |
| Y-MP8/464 | 1992 | 226              | Cray Inc.   | 4              | 1,2           | 1,3            |
| IBM 3090 600 VF                                                                                                 | 1989 | --               | IBM         | 6              | 0,83          | 0,83           |
| Cray Y-MP / 4 64                                                                                                | 1989 | --               | Cray Inc.   | 4              | 1,34          | 1,34           |
| Cray X-MP / 48                                                                                                  | 1985 | --               | Cray Inc.   | 4              | 0,94          | 0,94           |
| CDC 7600 | 1975 | --               | CDC         | 1              | 0,06          | 0,06           |
| CDC 6600 | 1969 | --               | CDC         | 1              | 0,03          | 0,03           |

## Criteri di ripartizione del FFO
| servizi/anno               | 2007        | 2008        | 2009        | 2010        | 2011        | 2012        | 2013        | 2014        | 2015        | 2016        | 2017        | 2018        |
| Supercalcolo               | €11.606.500 | €11.606.500 | €11.745.700 | €12.000.000 | €12.000.000 | €12.000.000 | €12.000.000 | €12.000.000 | €11.000.000 | €9.500.000  | €11.000.000 | €13.000.000 |
| Servizi per il Miur        | €10.268.500 | €10.268.500 | €10.456.975 | €10.200.000 | €10.140.000 | €10.550.000 | €19.550.000 | €18.853.000 | €18.700.000 | €16.000.000 | €16.000.000 | €14.000.000 |
| Totale Cineca              | €21.875.000 | €21.875.000 | €22.202.675 | €22.200.000 | €22.140.000 | €22.550.000 | €31.550.000 | €30.853.000 | €29.700.000 | €25.500.000 | €27.000.000 | €27.000.000 |
| Consorzi Interuniversitari | €32.400.000 | €40.400.000 | €43.900.000 | €46.000.000 | €44.500.000 | €40.000.000 | €38.000.000 | €49.700.000 | €36.600.000 | €33.250.000 | €30.250.000 | €27.750.000 |

## Presidenti e direttori
| Presidenti                             | Direttori                                |
| -------------------------------------- | ---------------------------------------- |
| Tito Carnacini 1969 - 1976             | Giuseppe Mannino 1969 - 1975             |
| Carlo Rizzoli 1976 - 1990              | Alessandro Alberigi Quaranta 1975 - 1981 |
| Paolo Bruni 1990 - 1994                | Remo Rossi 1981 - 1990                   |
| Mario Rinaldi 1994 - 2011              | Marco Lanzarini 1990 - 2015              |
| Emilio Ferrari 2011 - 2017             | David Vannozzi 2016 - 2023               |
| Giovanni Emanuele Corazza 2017 - 2019  | Alessandra Poggiani dal 2023             |
| (f.f.) Eugenio di Sciascio 2019 - 2021 |                                          |
| Francesco Ubertini dal 2021            |                                          |

## Aspetti controversi

### Problemi fiscali
A seguito di una verifica fiscale sul consorzio per il periodo 2004-2006, sarebbe risultato che non erano stati dichiarati 6,4 milioni di redditi. Secondo la Guardia di Finanza l'intera gestione dei dipendenti del consorzio sarebbe stata anomala. Il debito è ulteriormente peggiorato nel 2018, raggiungendo la cifra di 100 milioni di euro tra contestazioni fiscali e aiuti di Stato da restituire, nel giugno 2018 viene patteggiata con il fisco la riduzione di circa la metà delle contestazioni fiscali, da 53 a 25 milioni di euro. Il patteggiamento, in virtù di un parere dell’Avvocatura dello Stato, potrebbe evitare la responsabilità per danno erariale.

### Le attivitàin houseper l'università italiana
Secondo la segnalazione del 10 settembre 2010 (AS755) dell'Autorità garante della concorrenza e del mercato (AGCM) indirizzata al Ministero dell'Istruzione, Università e Ricerca (MIUR), il Cineca svolge un'attività sostanzialmente imprenditoriale che contrasta a colpo d'occhio con l'assenza di scopo di lucro e impedisce pertanto di essere una società in house.
Secondo la successiva segnalazione dell'AGCM al MIUR del 27 agosto 2013 (AS1075), in risposta a una richiesta di parere da parte del Consiglio di Stato, la presenza di diverse università private nel Cineca stesso risulta ostativa alla legittimità del ricevere affidamenti diretti secondo il modello dell'in-house.
Anche secondo più recenti pareri dell'AGCM (AS1382) del 29 marzo 2017 all'Università degli Studi di Firenze e AS1383 all'Università degli Studi di Foggia, nonostante i nuovi statuti via via approvati dal CINECA, il CINECA continua a non essere legittimato come società in house; successivamente, l'AGCM ha impugnato i provvedimenti di affidamento diretto dell'ateneo di Firenze al CINECA secondo il modello dell'in-house, vincendo sia in primo grado (TAR Firenze), sia definitivamente in secondo grado (Consiglio di Stato), dunque secondo tali sentenze il CINECA non è considerabile un soggetto in-house nei confronti dei propri soci.
Anche la magistratura amministrativa ha stabilito, con sentenza definitiva del Consiglio di Stato del 26 maggio 2015, n. 2660, che il CINECA non è un soggetto in-house nei confronti delle amministrazioni consorziate, mancando tutti e tre i requisiti disciplinati dalla normativa comunitaria e recepiti dalla legge italiana: attività prevalente, assenza di privati e controllo analogo. A causa di ciò i senatori del PD Puglisi, Sangalli, Broglia e Lo Giudice proposero la modifica al decreto legge 19 giugno 2015, n. 78, convertita in legge 6 agosto 2015 n. 125, così detta norma "salva CINECA", per permettere secondo gli estensori di tale proposta di modifica del decreto legge, l'affidamento diretto, sebbene la Corte dei Conti avesse risposto positivamente, auspicando che i finanziamenti ricevuti dal ministero venissero controllati dalla magistratura contabile.
Però la successiva sentenza, sempre definitiva, del Consiglio di Stato del 30 aprile 2018 n. 2583 ha ribadito l'illegittimità della qualificazione di CINECA quale organismo in-house dei suoi consorziati, confermando l'orientamento della sentenza del Consiglio di Stato 2660/2015, anche in vigenza della norma cosiddetta "salva CINECA" sopradetta, varata dal legislatore proprio per neutralizzare gli effetti della sentenza 2660/2015, in quanto la "posizione di supremazia" del MIUR impedisce di ottemperare al requisito di legge del controllo analogo - e rende superflua la verifica del requisito dell'attività prevalente; in particolare la sentenza 2583/2018 osserva che la "posizione di supremazia" del MIUR deriva (come testualmente riportato al § 6.4 della sentenza 2583/2018) "anzitutto all’art. 61 del Regio Decreto 31 agosto 1933, n. 1592, formalmente non abrogato, che attribuisce tuttora al MIUR il potere di approvare lo statuto del Consorzio" e da ulteriori articoli dello Statuto del CINECA.
In sintesi, i pareri dell'AGCM e le sentenze dei Tribunali Amministrativi Regionali e del Consiglio di Stato hanno, tutti e sempre, stabilito che il CINECA non è un soggetto in-house nei confronti dei propri atenei, per ultimo con un richiamo al R.D. del 31 agosto 1933, che ovviamente non è superabile in alcun modo con modifiche e/o approvazioni di nuovi statuti del CINECA.
All'inizio del 2019 la mancata stipula dell'affidamento (senza gara) dei servizi informatici del Policlinico Umberto I al CINECA ha portato a un esubero di una trentina di dipendenti CINECA, a cui è stata data solo l'opzione del trasferimento a 400 km di distanza.
Nonostante i pronunciamenti di AGCM e Consiglio di Stato, ancora nel 2024 CINECA si qualifica quale provider in-house di Università e Enti di ricerca.